# 奈良磐松
奈良磐松（なら いわまつ、1879年（明治12年）8月15日 - 1961年（昭和36年）3月13日）は、日本の銀行家。政治家。元秋田銀行頭取。元金足村（かなあしむら）村長。

## 来歴・人物
秋田県南秋田郡金足村（現・秋田市）の豪農・奈良茂の次男として生まれ、兄が死去したため家督を継いだ。
旧制秋田中学（現・秋田県立秋田高等学校）中退、東京専門学校（現・早稲田大学）政治学科を卒業後、帰郷。金足村村議を経て、同村長を務めたほか秋田県町村会会長、秋田高等家政女学校（現国学館高等学校）理事長も歴任した。
第二次世界大戦後の第一回メーデーを控え全国的に労働運動が盛り上がり、その余波が結成間もない秋田銀行職員組合にも波及。労使間対立が先鋭化する事態となった。この事態を収拾するため、辻兵吉頭取以下経営陣10名が退任したことを受け、旧・秋田銀行頭取などを務めた金融界の重鎮であった奈良が第2代頭取に就任した。在任は2年間と短期間ではあったが、戦後の混乱期における再建整備の難事業を無事に成し遂げた。
退任後は趣味である美術品蒐集に専念。秋田蘭画の蒐集者として著名であったほか、画家等の支援者として金銭的援助を惜しまなかった。また、蒐集品のひとつである渡辺崋山筆「千山万水図」は国の重要文化財に指定された。
1916年（大正5年） - 1922年（大正11年）にかけて、所蔵品目録「松雪鑑賞」（1・2・3集）が刊行されている。
金足村（現秋田市金足小泉）に建てられた旧奈良邸は、江戸時代の民家建築として重要文化財に指定され、秋田県立博物館の分館として一般に公開されている。

## 栄典
- 秋田県文化賞 - 1958年（昭和33年）